# V1298 Геркулеса
V1298 Геркулеса (лат. V1298 Herculis) — тройная звезда* в созвездии Геркулеса на расстоянии приблизительно 620 световых лет (около 190 парсек) от Солнца. Видимая звёздная величина звезды — от +10,08m до +9,75m.
Пара первого и второго компонентов — двойная затменная переменная звезда типа Алголя (EA). Орбитальный период — около 2,1447 суток.
Открыта проектом SuperWASP в 2007 году*.

## Характеристики
Первый компонент — жёлто-белая звезда спектрального класса F8. Радиус — около 1,83 солнечного, светимость — около 3,577 солнечной. Эффективная температура — около 5875 K.
Второй компонент — жёлтая звезда спектрального класса G. Эффективная температура — около 5410 K*.